# Кингчесс
Кингчесс — один из вариантов шахмат с модифицированными правилами. Игра ведётся на обычной доске, обычными комплектами фигур, ходящих по обычным правилам, но партия начинается на пустой доске, фигуры выставляются на доску в процессе игры, вместо очередных ходов. Близкими к кингчессу являются правила шахмат Фролова. Отличием является то, что в шахматах Фролова сначала должны быть выставлены все фигуры, а только потом можно делать обычные шахматные ходы. В кингчессе выставление фигур и обычные шахматные ходы можно чередовать.

## Правила
|   | a | b | c | d | e | f | g | h |   |
| - | - | - | - | - | - | - | - | - | - |
| 8 |   |   |   |   |   |   |   |   | 8 |
| 7 | 7 |   |   |   |   |   |   |   |   |
| 6 | 6 |   |   |   |   |   |   |   |   |
| 5 | 5 |   |   |   |   |   |   |   |   |
| 4 | 4 |   |   |   |   |   |   |   |   |
| 3 | 3 |   |   |   |   |   |   |   |   |
| 2 | 2 |   |   |   |   |   |   |   |   |
| 1 | 1 |   |   |   |   |   |   |   |   |
|   | a | b | c | d | e | f | g | h |   |

- резерв белых: король, ферзь, 2 ладьи, 2 коня, 2 слона, 8 пешек;
- резерв чёрных: король, ферзь, 2 ладьи, 2 коня, 2 слона, 8 пешек

- Перед началом игры доска пуста. Как и в шахматах, первыми ходят белые.
- В свою очередь игрок выполняет действие, которое может представлять собой либо ход, либо выставление фигур из резерва, но не то и другое сразу.
- Выставление фигур — это помещение на доску фигур из резерва игрока. Правила выставления:
  - За одно действие игрок может выставить от одной до любого количества имеющихся в резерве фигур.
  - Фигуры выставляются игроком только на свою половину доски, то есть на одну из горизонталей 1-4 для белых и 5-8 — для чёрных.
  - Запрещается выставлять пешку на первую от игрока горизонталь (1 — для белых, 8 — для чёрных).
  - Если один слон игрока уже был выставлен, то второй не может выставляться на поле того же цвета, даже если первый слон уже взят соперником.
- Ход выполняется по обычным шахматным правилам, со следующими ограничениями:
  - Пешка может делать первый ход на два поля, если она была выставлена на вторую от игрока горизонталь.
  - Взятие на проходе можно делать только в ответ на обычный шахматный ход пешки, а не на выставление этой пешки.
  - Рокировка разрешена, если король был выставлен на первое от игрока поле вертикали e (e1 для белых и e8 для чёрных) и не делал с начала партии ни одного обычного хода. Рокировка выполняется с любой из ладей, выставленных на крайнее поле первой горизонтали (a1 и h1 для белых, a8 и h8 для чёрных), если эта ладья после выставления на доску не сделала ни одного обычного хода. Если ладья, выставленная на поле, пригодное для рокировки, ушла с него или была взята, а впоследствии на то же поле выставлена вторая ладья, то рокировка короля и этой второй ладьи разрешена.
- Первым действием в партии для обоих игроков должно быть выставление на доску короля (при желании, как и при любом выставлении, с королём могут быть выставлены другие фигуры).
- В последующем игроки в свою очередь хода могут выполнять по желанию любое действие: ход либо выставление фигур из оставшихся в резерве. Естественно, после выставления всего резерва игрок может только делать обычные ходы.

## Нотация
Для записи партий используется стандартная алгебраическая шахматная нотация, дополненная правилами записи выставления фигур:
- Обычные ходы записываются в полном варианте стандартной шахматной нотации, то есть в виде

<буква фигуры> <начальное поле> <знак хода> <конечное поле>
- Выставление фигур записывается в виде списка (через запятую) выставляемых фигур и координат полей, куда они выставляются:

<буква фигуры> <поле выставления>, <буква фигуры> <поле выставления>, …
- Если в записываемом действии выставляются на доску все фигуры из резерва игрока, то в конце списка ставится знак (0) (нуль в скобках).
- Рокировка записывается обычным образом.
- Во избежание путаницы между выставлением одной фигуры и ходом сокращённая запись ходов не используется.

## Хронология
1992 г. Весна — разработка правил и принципов кингчесса.
Осень — первая презентация кингчесса во Дворце детского творчества в Перово (ВАО г.Москвы) и первый сеанс одновременной игры на 6 досках, данный КМС Л. Шмачковым. Начало занятий по кингчессу, проводимых автором кингчесса В. Синельниковым в детском саду № 376.
1993 г. Янв. — начало культивирования кингчесса в клубе «Феникс».
18 февраля — регистрация кингчесса (авторы В. Синельников и Б. Коган) в Российском Агентстве Интеллектуальной Собственности под № 086.
28 февраля — I-й чемпионат Москвы по быстрому кингчессу в Центральном Шахматном Клубе (ЦШК), Первые репортажи о чемпионате на I-м канале TV и на радиостанции «Маяк».
16 марта — командная встреча «Феникс» — «ЦШК» в ЦШК. Победил «Феникс». Среди 8 участников команды победителей был 1 международный гроссмейстер, 2 мастера и 3 кандидата в мастера. У побежденных — 1 международный мастер, 1 мастер и 3 кандидата в мастера.
Май — открытое первенство ЦПКиО по кингчессу, посвященное Дню Победы. Публикация об итогах турнира шахматным обозревателем «Правды» МС Игорем Ленским сопровождалась заголовком: «Вот он, в шахматах прогресс, называется кингчесс»!
4 июня — регистрация Федерации кингчесса Управлением юстиции г. Москвы.
Сентябрь — 2-й чемпионат Москвы по быстрому кингчессу на Дне города в Лужниках (БСА). Победил мс Александр Вернер из «Феникса».
1994 г. Осень — 1-й открытый чемпионат школьников Москвы в Доме творчества детей и молодёжи на Стопани с участием всех желающих вне зависимости от возраста. Победил КМС Александр Гельман. В турнире участвовало 60 человек, младший кингчессор — второразрядник Гриша Брайнис-9 лет, старший мг по международным шашкам и кмс по шахматам Владимир Агафонов-61 год.
Декабрь — новогодний открытый 1-й командный чемпионат Москвы среди школьников в Доме творчества детей и молодёжи на Черкизовской, 9. Победила команда ЦАО (тренер Ю. П. Гельман).
1995 г. Апрель — массовые игры по кингчессу школьников в Кремлёвском Дворце Съездов во время турнира «Кремлёвские звезды». В течение 4-х игровых дней в турнирах приняло участие около 150 школьников ЦАО и ВАО Москвы (тренеры Ю. Гельман, В. Алехин и В. Сигутин). В заключение игр КМС Владимир Бахтин дал сеанс одновременной игры в кингчесс на 16 досках.
Июнь — международные игры трудящихся в Измайлово. Впервые КМС В. Бахтин сыграл «вслепую» партию с автором кингчесса В. Синельниковым.
Сентябрь — 2-й открытый командный чемпионат  Москвы по быстрому кингчессу среди школьников на Дне Города в Лужниках (БСА). Победила команда Перово (ВАО).
Октябрь — 1-й чемпионат Москвы с полным контролем времени в ШК «Феникс». Победил гроссмейстер
Александр Злочевский — 8,5 очка из 9
1996 г. Сентябрь — в журнале «Шахматное обозрение-64» (№ 9, 1996) — опубликована статья В. Синельникова о расчёте рейтинга шахматистов по предложенной им формуле.
 Октябрь — 2-й чемпионат Москвы с полным контролем времени в клубе «Феникс». Победил мс  Александр Вернер.
12 июля — тематическая передача о кингчессе на радиостанции «Маяк» с участием шахматного обозревателя этой радиостанции Якова Дамского, шахматного обозревателя газеты «Советский спорт» Леонида Шмачкова, 1-го чемпиона Москвы гроссмейстера Александра Злочевского и автора кингчесса Виктора Синельникова.
23 ноября — турнир по быстрому кингчессу с участием сильнейших кингчессоров. Победил гроссмейстер Игорь Зайцев.
1997 г. Февраль — 1-й фестиваль российских видов спорта в школе № 271 СВАО (директор и организатор игр Зарафшан Исаев), посвящённый 850-летию г. Москвы. Состоялся рекордный по количеству кингчессоров (68 человек) турнир по быстрому кингчессу, с разбивкой участников по возрастным категориям.
1998 г. Февраль — 2-й фестиваль российских видов спорта в школе № 271. Турнир спортивных и шахматных обозревателей московских газет: «Советский спорт», «Правда-5», «Комсомольская правда», «Гудок», «Пионерская правда». Победил МС Игорь Ленский («Правда-5»).
2000 — 2006 гг. Две командные встречи сборных Москвы и Зеленограда. Турниры на фестивалях новых российских видов спорта в школе № 271. Занятия со школьниками, проведение турниров по новым видам спорта (в том числе по кингчессу) в школах и Центре Эстетического Воспитания детей (ЦЭВД) Центрального округа Москвы (ЦАО) г. Москвы.
Сентябрь 2005 г. Публикация книги «Кингчесс — будущее шахмат» В. Н. Кудина, М. 2005/52с
, где описываются принципиальные особенности кингчесса, способствующие развитию шахматной борьбы, а также предложено отображение резерва и запись действий (в первую очередь для Интернета)
2007 г. Обучение детей кингчессу и другим новым интеллектуальным играм в школах ЦАО г. Москвы и в ЦЭВД. Первые товарищеские игры по кингчессу в Интернете. Организация Михаилом Стрелковым (Michael Strelkov) первого интернет-турнира по кингчессу.
15 Марта 2008 г. Создание сайта  Архивная копия от 2 апреля 2022 на Wayback Machine для игры в шахматы и кингчесс в режиме «по переписке»
30 Мая 2009 г. на сайте  Архивная копия от 2 апреля 2022 на Wayback Machine реализована возможность игры в кингчесс в режиме on-line
Декабрь 2009 г. публикация книги М. А. Стрелкова, посвященной «Первому Личному интернет-первенству» по кингчессу